# パシュパティナート

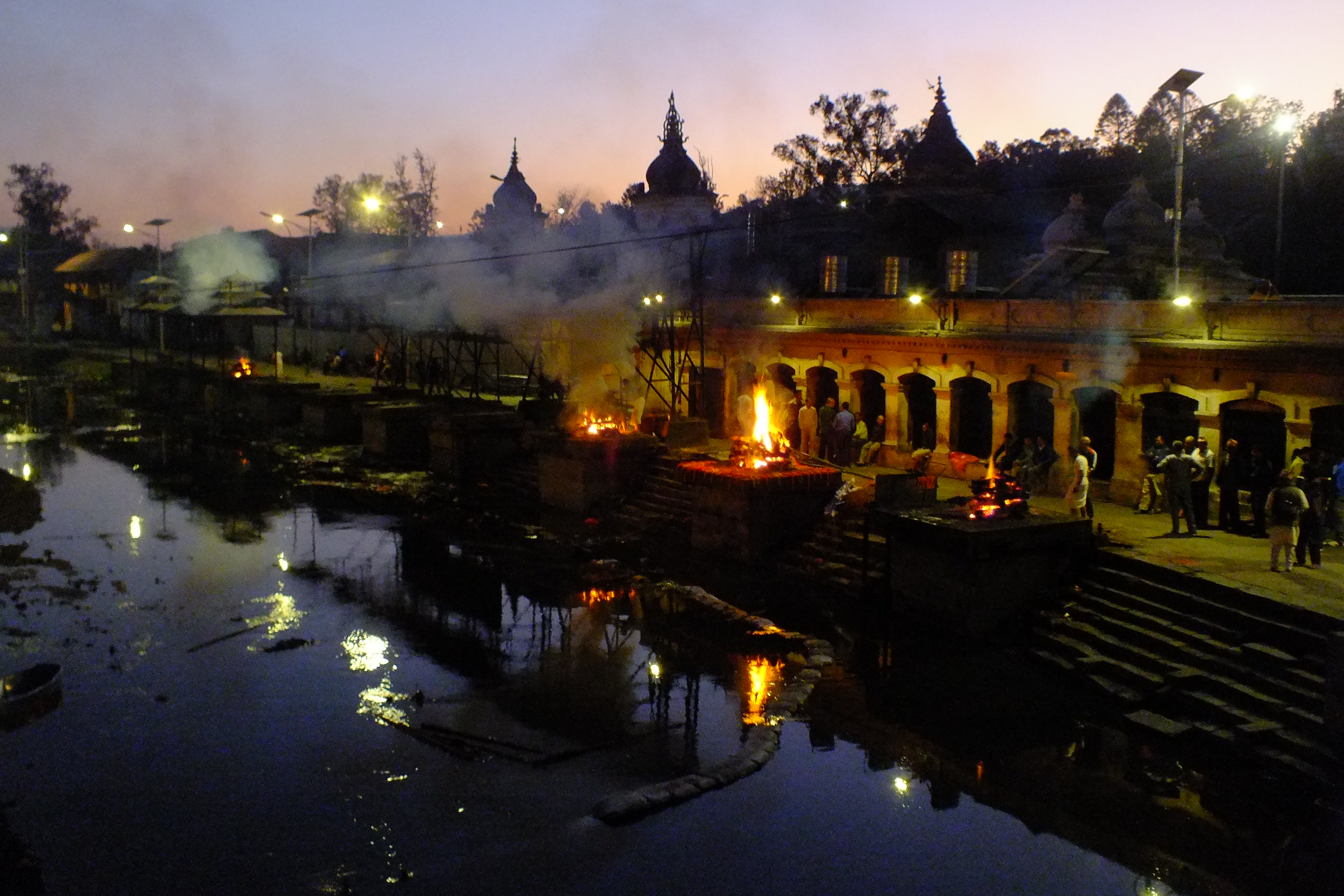
パシュパティナートの夜景

パシュパティナート、バシュバテイナタ(Pashupatinath)は、カトマンズにあるシヴァ神を祭るネパール最大のヒンドゥー教寺院。バグマティ川の川岸に建ち、1979年世界遺産に登録された「カトマンズ盆地」を構成する一つとなっている。

## 概要
シヴァが滞在したとの言い伝えのあるこの地は、はるか1500年以上も昔から巡礼の地となっており、インド大陸四大シヴァ寺院の一つにも数えられ、近年までヒンドゥー教が国教であったネパールでは最高の聖なる地であり、ネパール国内のみならずインドなど海外からのサドゥや巡礼者が数多く訪問する聖地になっている。。
寺が面しているバグマティ川には、隣接した火葬台を複数備える火葬場があり、灰は川に流される。バグマティ川は、ヒンズーの聖地である、インドのバラーナシを流れるガンジス河に通ずる支流にあたるため、その聖なる水で遺体を清めガートで荼毘に付せば母なる大河ガンガーへと戻ってゆくと考えられている。ゆえに、遺灰をこの川に流すのがネパールのヒンズー教徒の願望であり、輪廻転生を信じ墓を作らない習慣のヒンドゥー教徒にとって、この方法が理想的な死の形とされる。バグマティ川の中では火葬が行われている脇で身体を清める者もあれば、洗濯をする女の姿も見受けられる。位の高いものほど上流の火葬台で焼かれる。バグマティ川に架かる橋上は、火葬の最高の見物ポイントになっている。
パシュパティナート寺院はヒンズー教徒以外は立ち入れないが、火葬場は入場料を払えば観光客も立ち入れ撮影も自由である。終日立ち込めるカトマンズの霧は火葬場の煙であるとさえ言われている。魂が天上へ帰る場所にふさわしく、すぐそばの丘に登れば7000 m級のアンナプルナをはじめとするヒマラヤ山脈がはるかに聳え立つ。

## 交通アクセス
タメル地区からタクシーで約30分、徒歩約1時間。

## 入場時間
明け方4時から、夜（19-21時頃）まで。入場料1000ルピー。
※ヒンズー教徒以外は寺院内は立ち入り禁止。火葬場と周辺地域のみ。

## ギャラリー

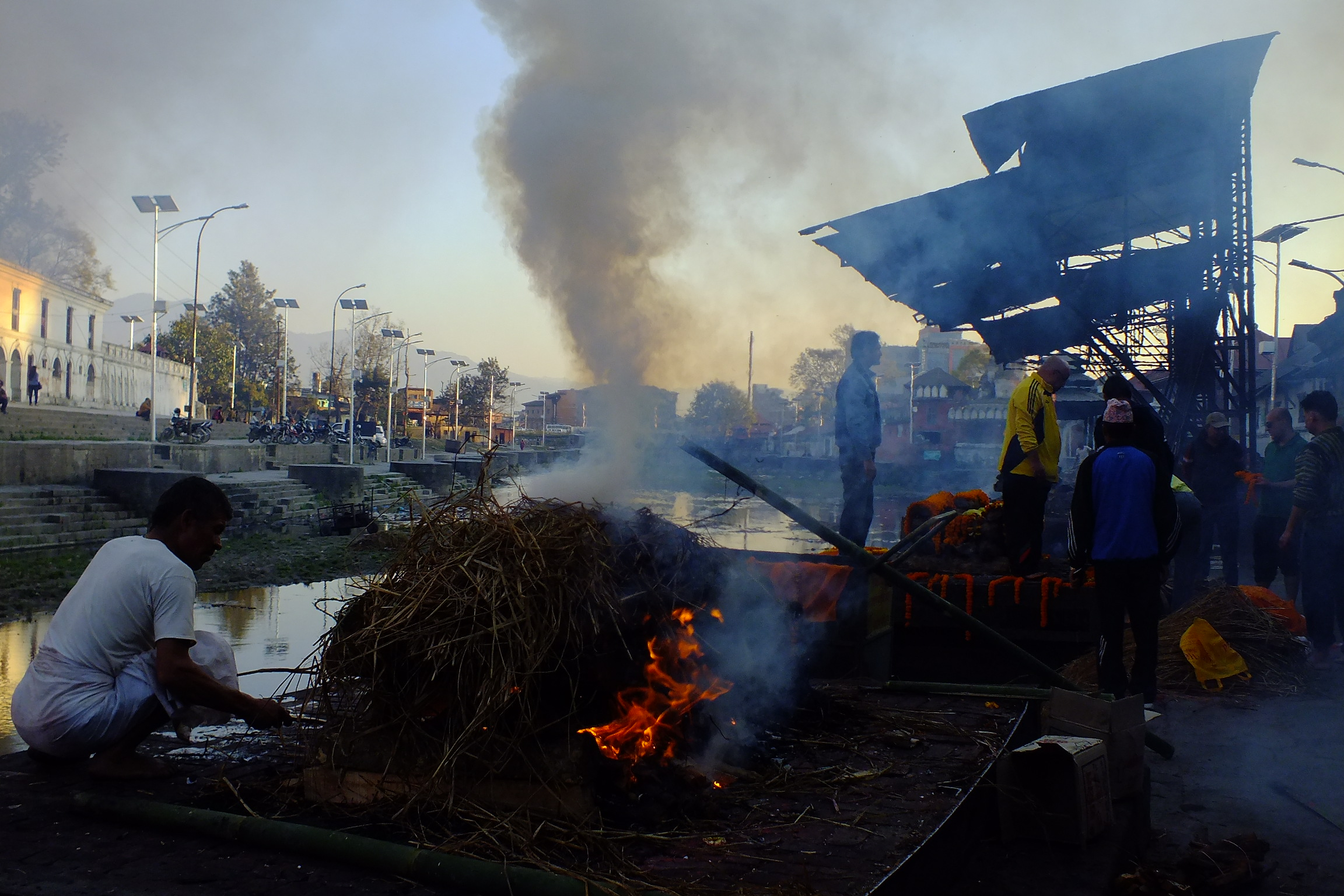
カトマンズの霧は火葬場の煙といわれるほど、一日中火葬の煙が立ち上る。
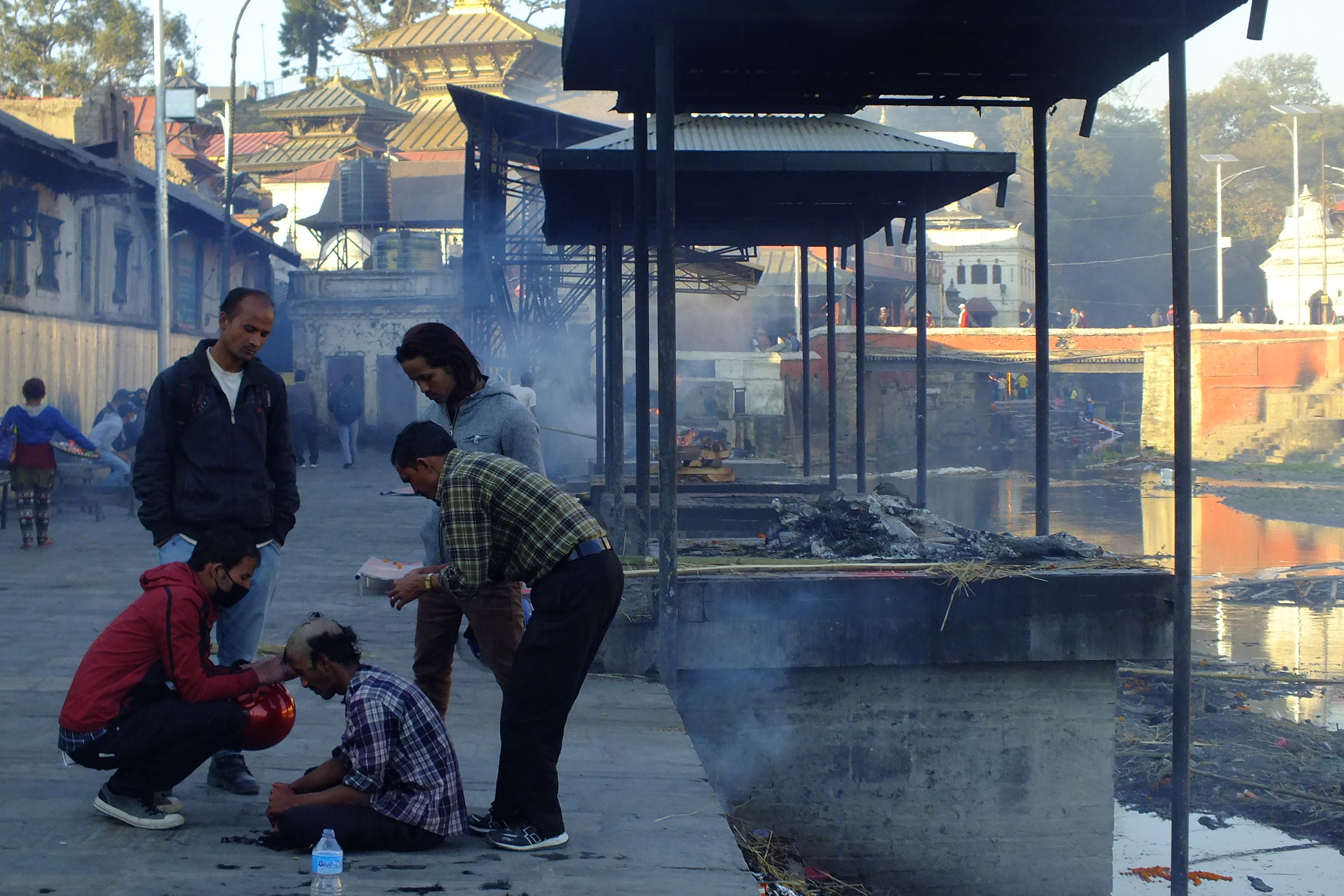
遺族の男性は川辺で剃髪する。
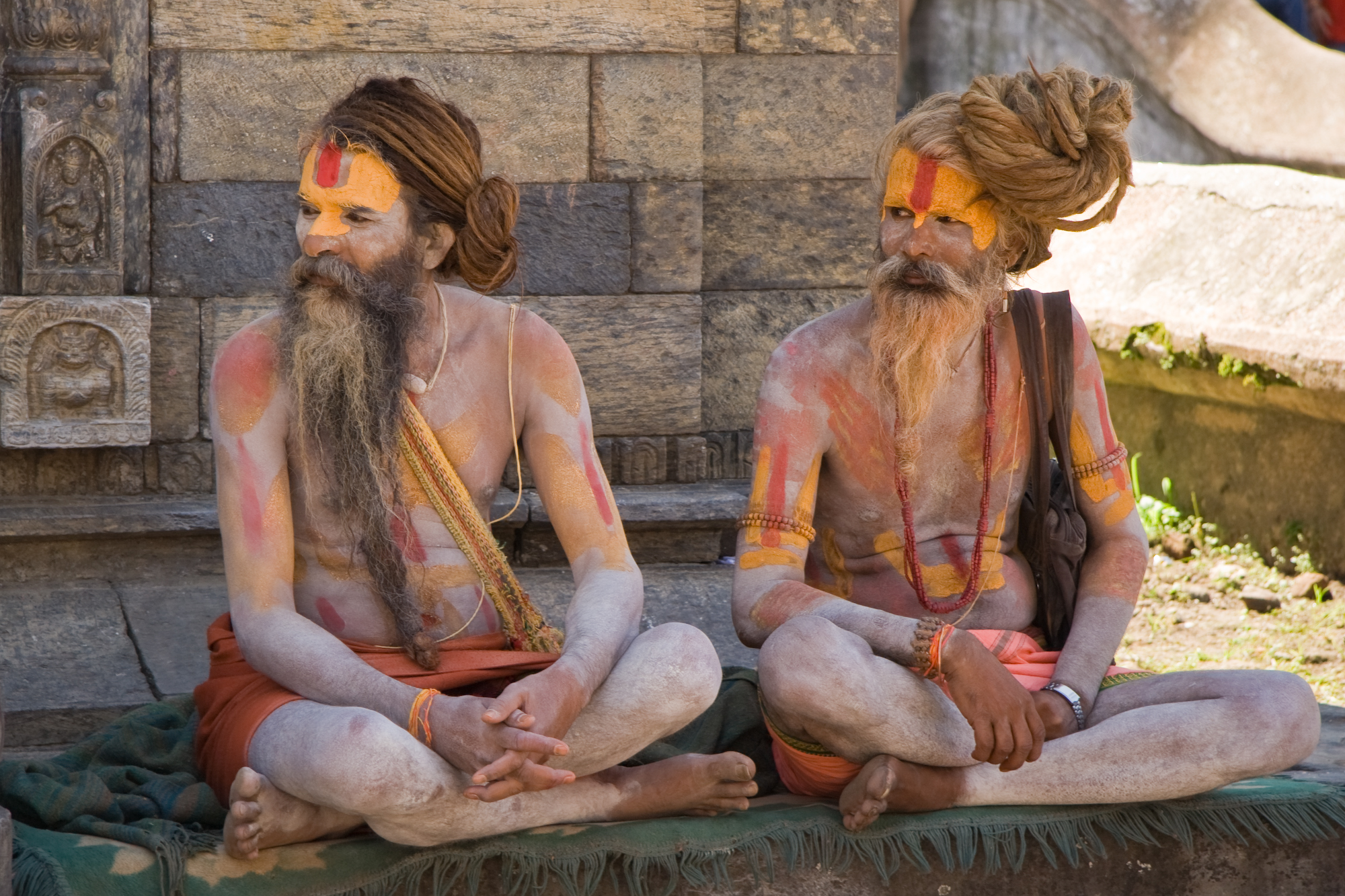
サドゥ
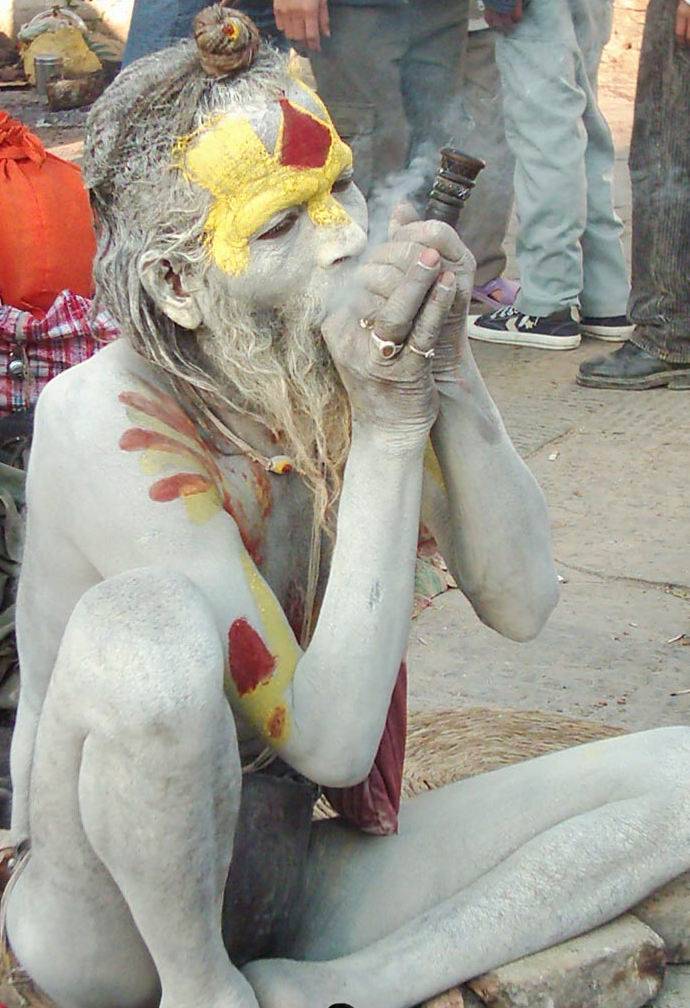
サドゥ
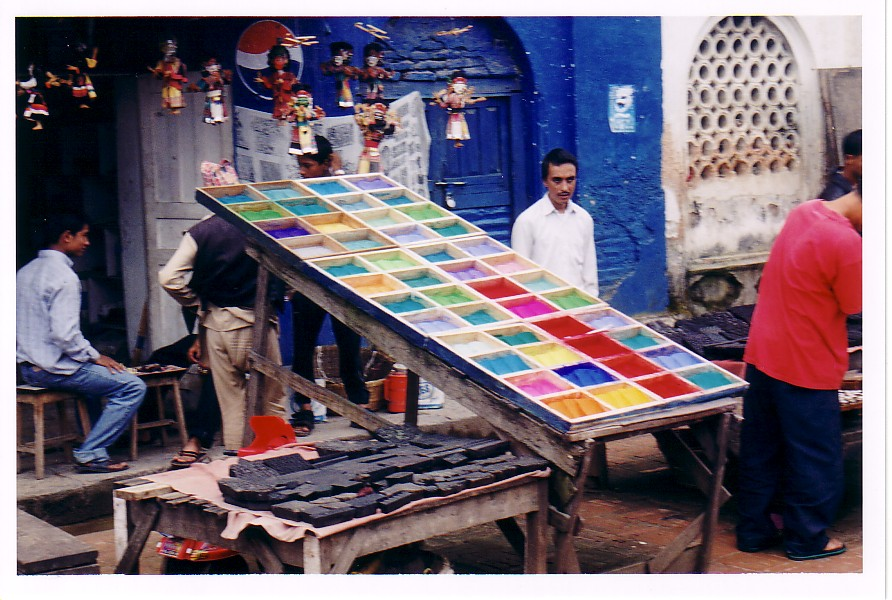
ティカを売る店
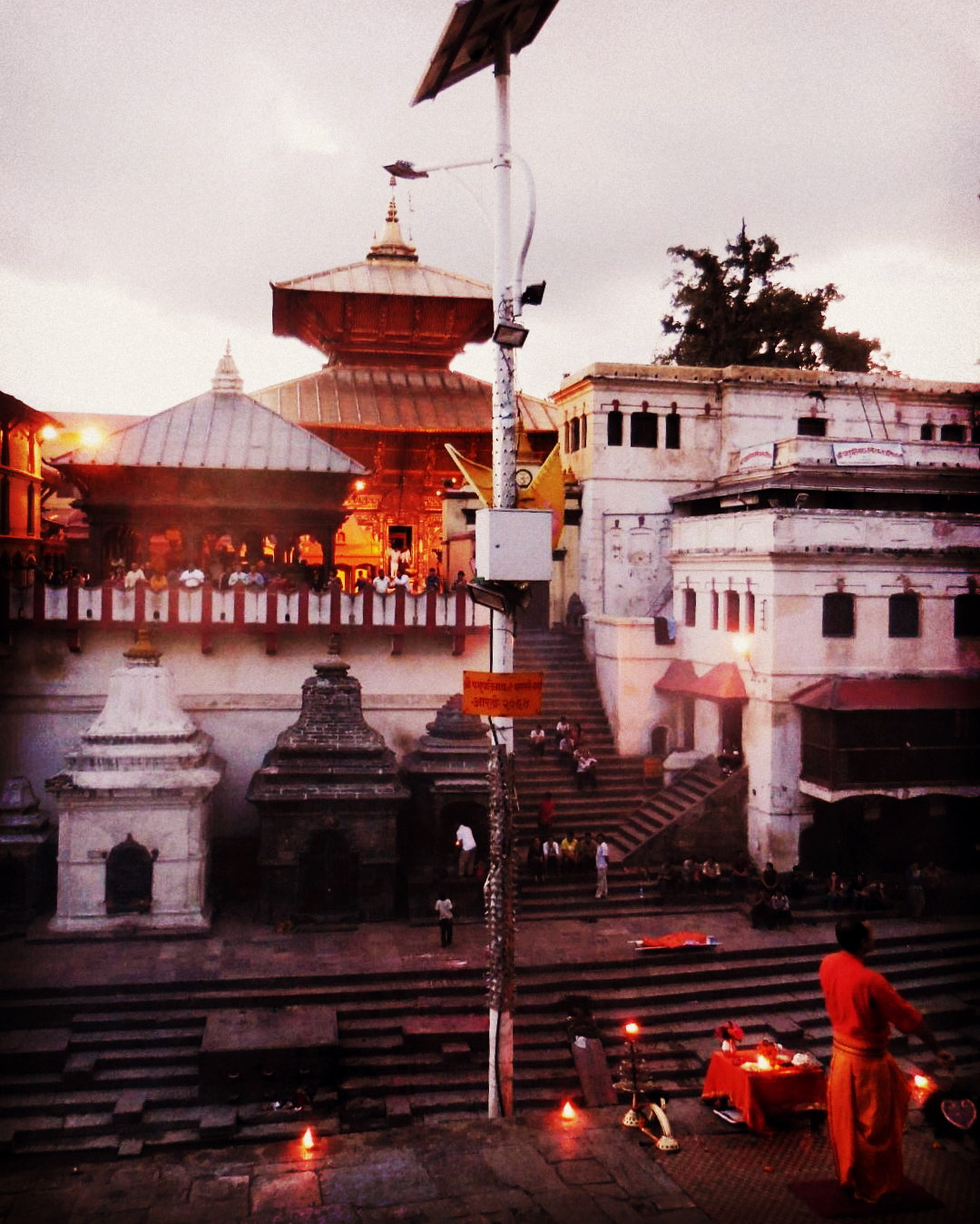
夜のパシュパティナート
パシュパティナート寺院入り口（ヒンズー教徒以外は立ち入れない）
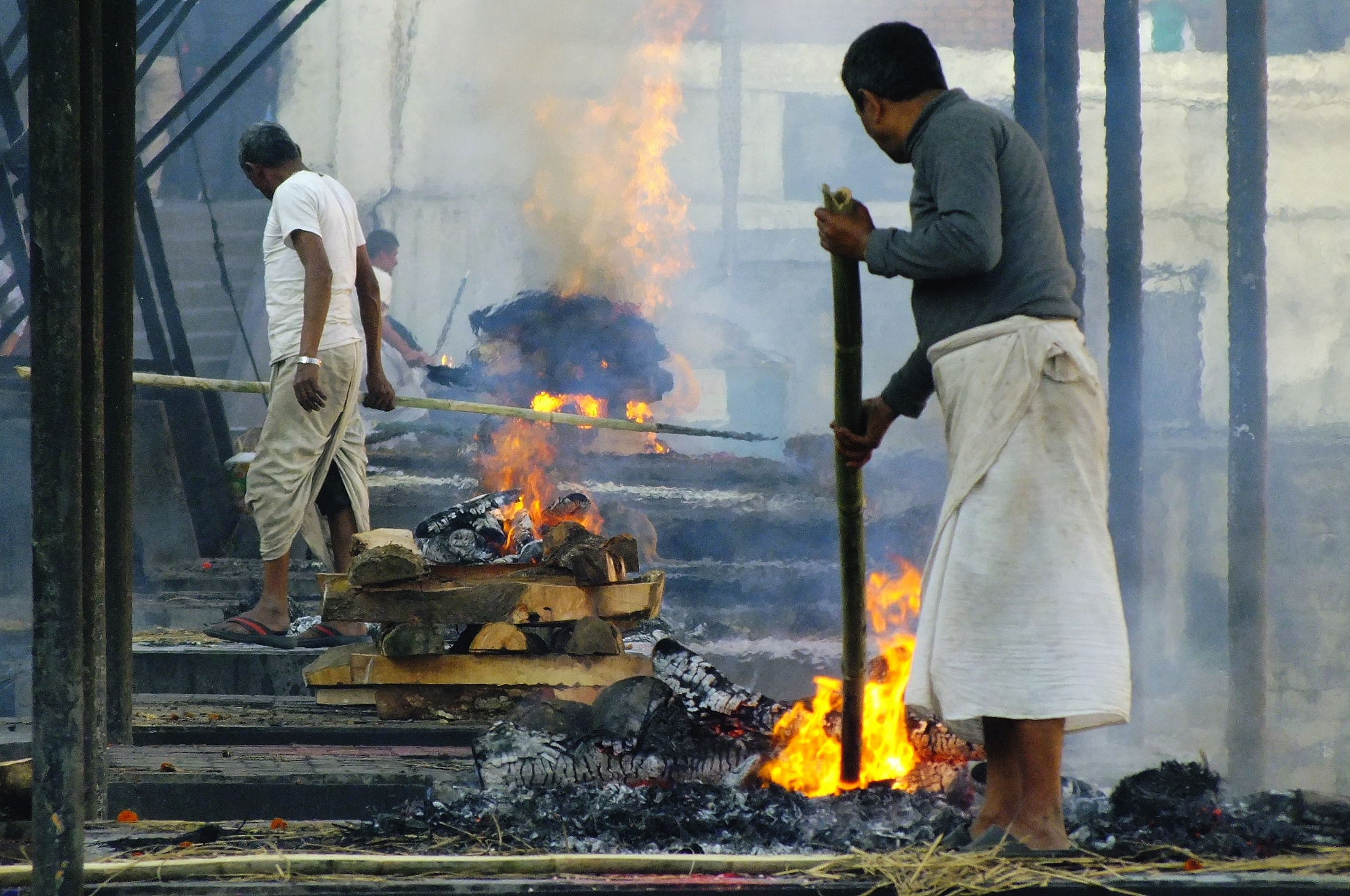
火葬職人はカースト制
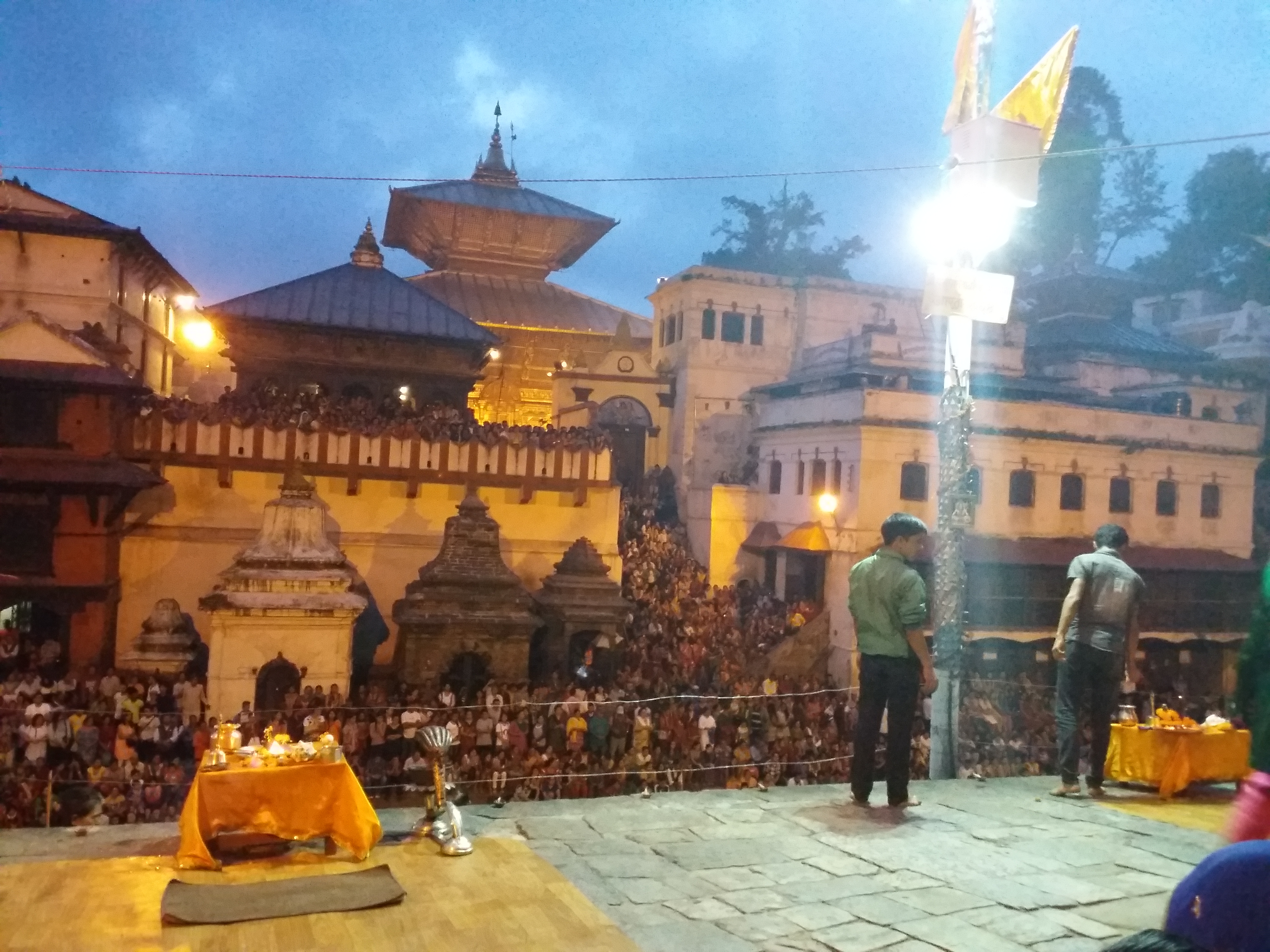
Pashupatinath night time during the evening arati
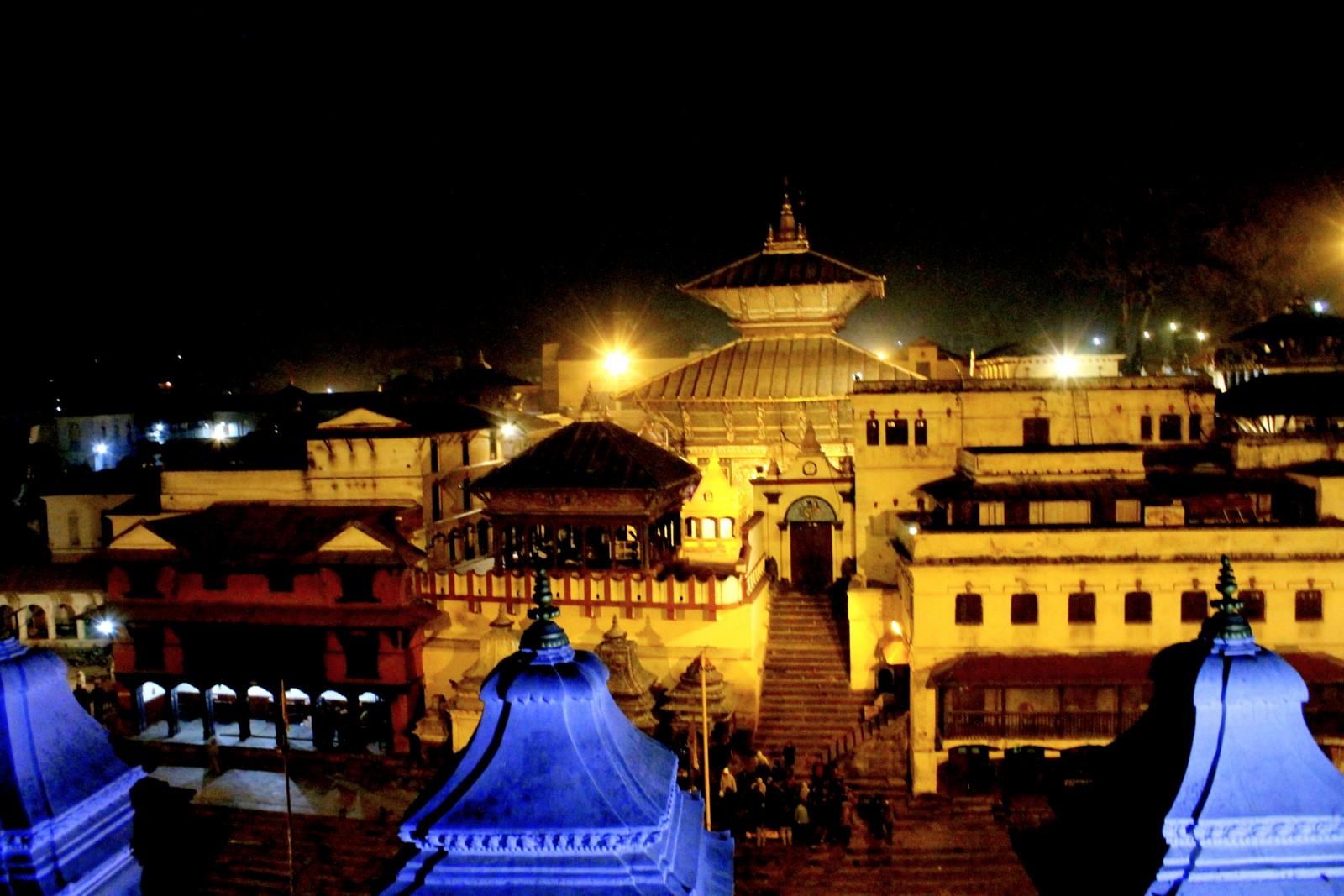
Glowing view of Pashupatinath
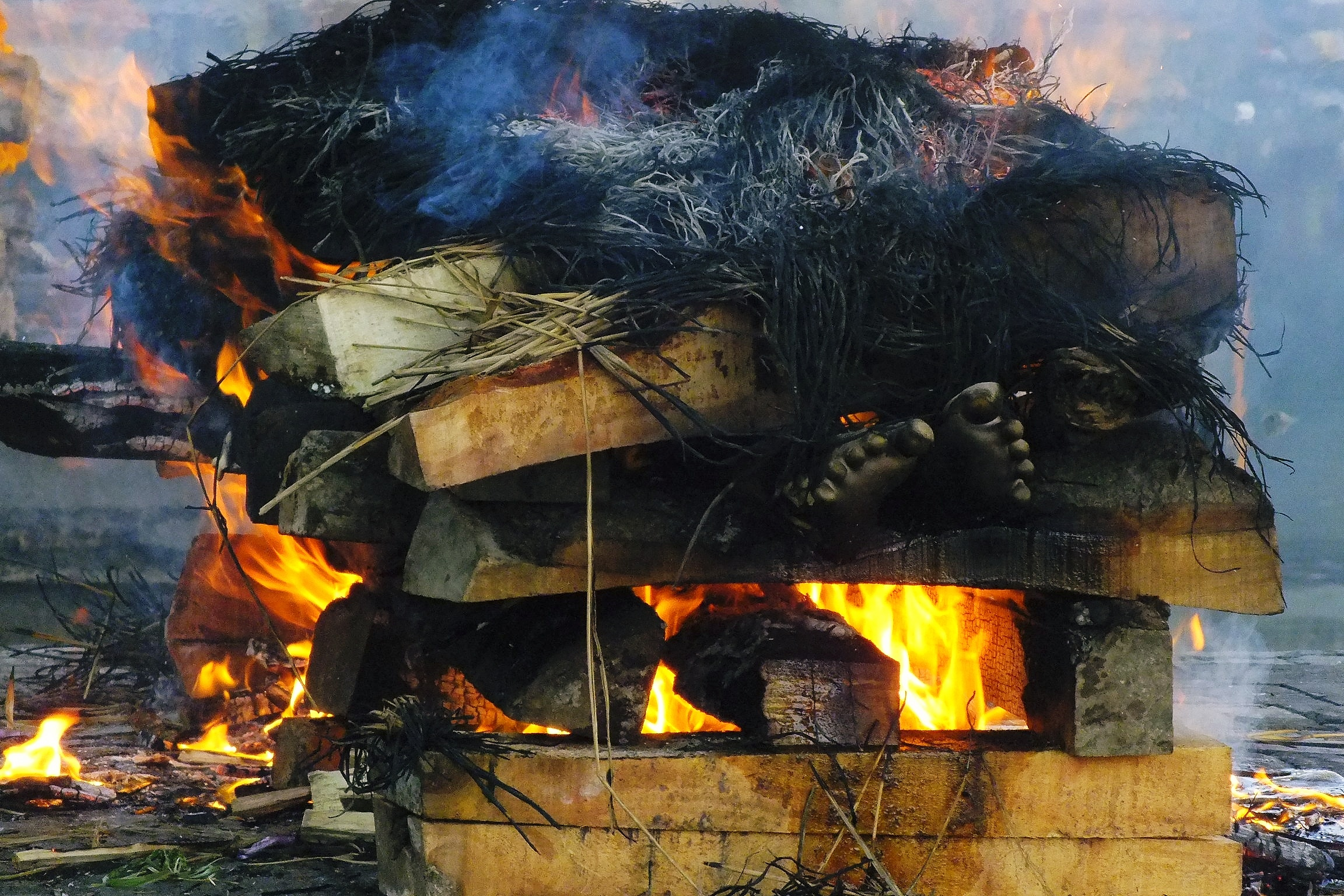
火葬場
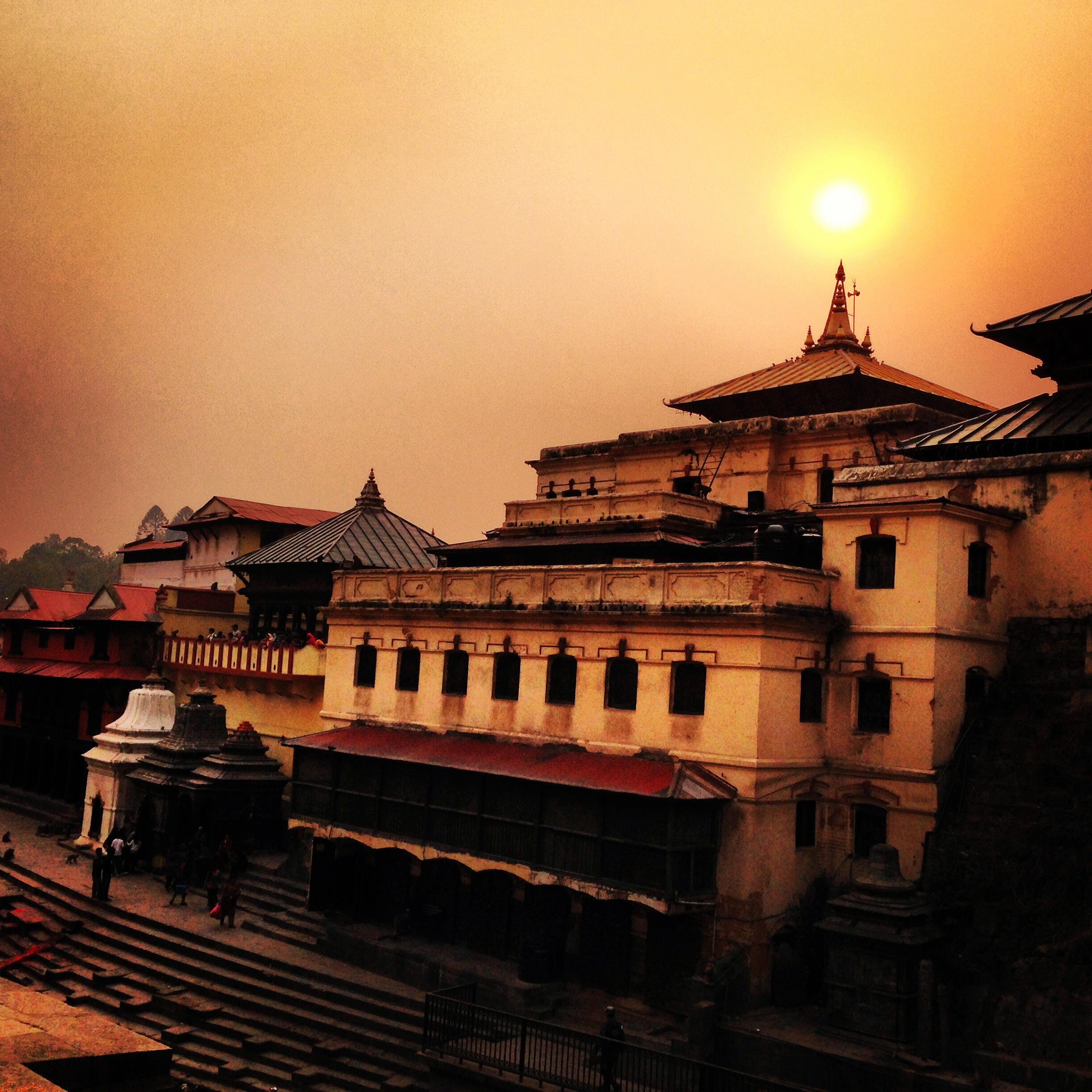
日没時のパシュパティナート
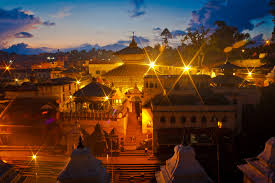
バグマティ川対岸から見るパシュパティナート
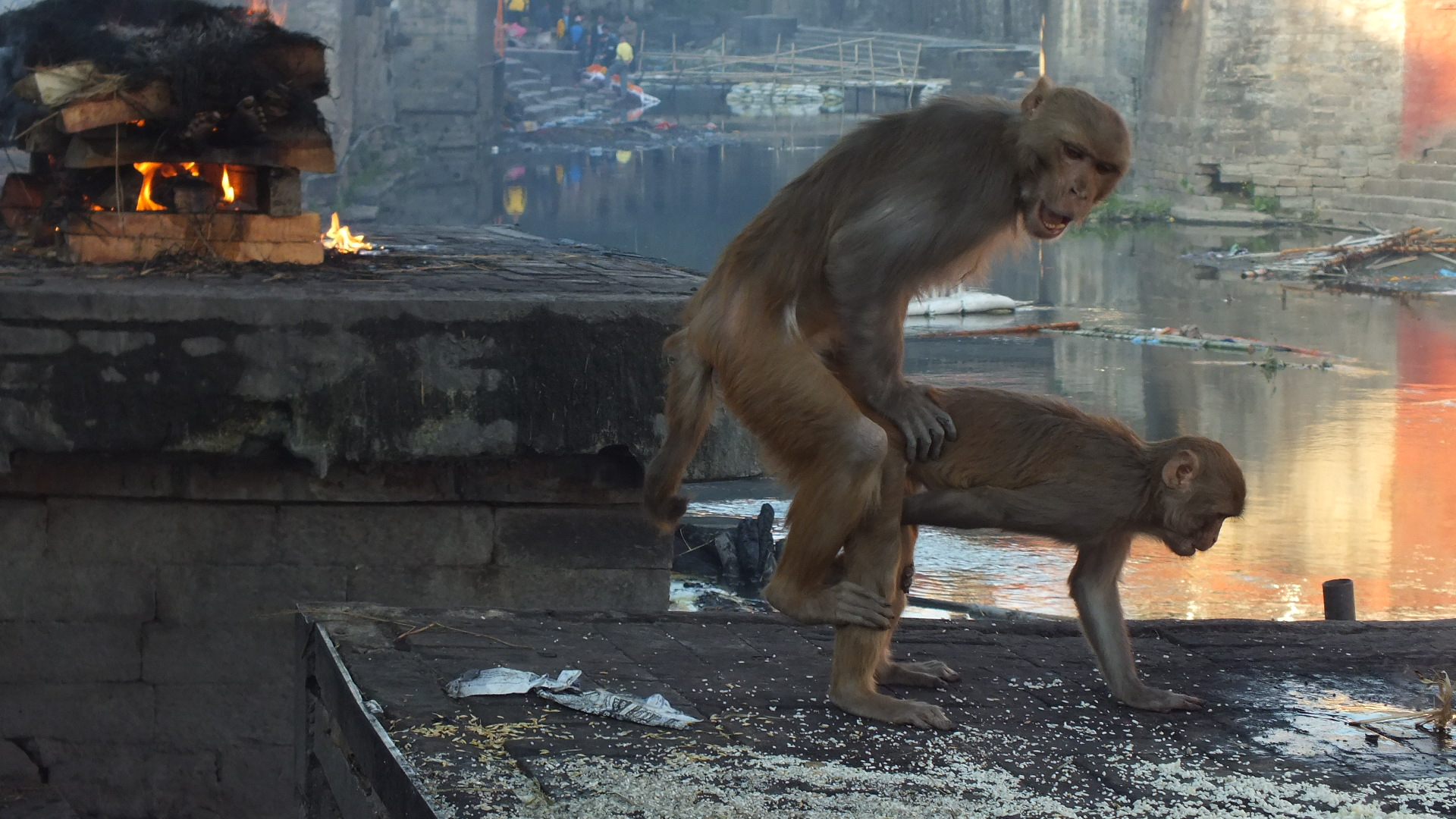
火葬台で交尾をするサル（ヒンドゥー教の前身であるバラモン教の五火説では、五つの祭火になぞらえ、死者は月、地、植物、それを食べた男の精子となり、再び誕生すると考える。）
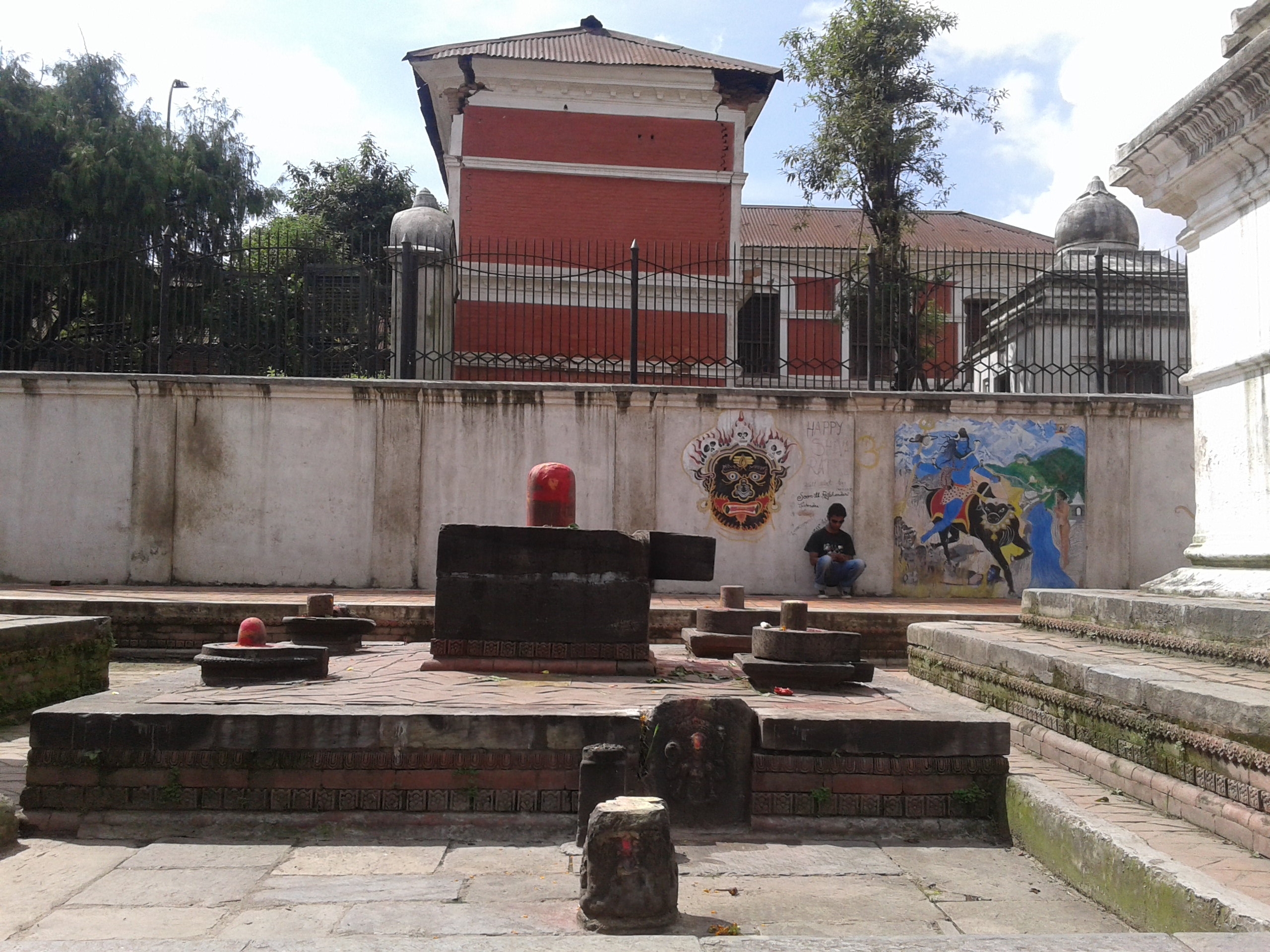
Many Shivalingas at Pashupatinath temple
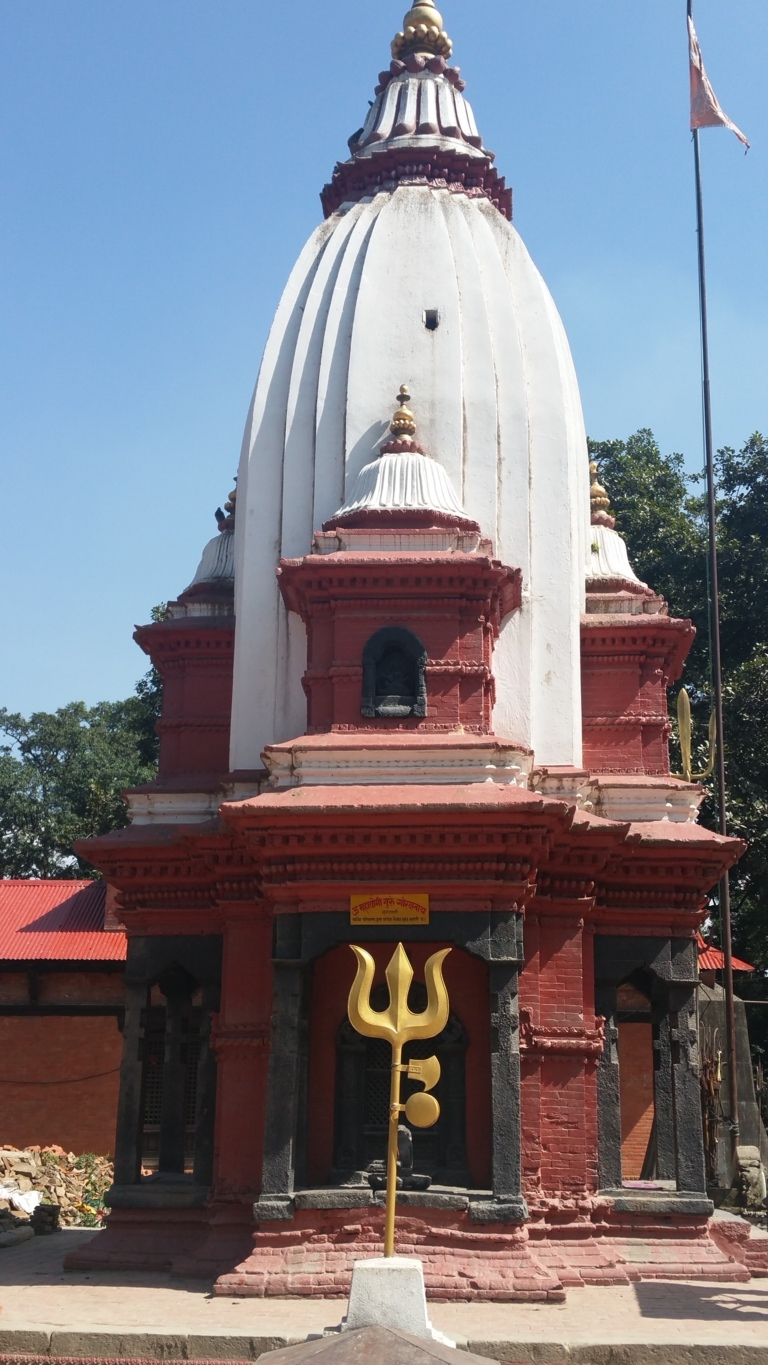
Shikhar style shiva temple at Pashupatinath